# Christian T. Elvey
Christian Thomas Elvey (* 1. April 1899 in Phoenix, Arizona; † 25. März 1970 in Tucson, Arizona) war ein US-amerikanischer Astronom und Geophysiker.

## Leben
Cristian Thomas Elvey wurde am 1. April 1899 als Sohn von John A. und Lizzie Christina, geborene Miller, in Phoenix geboren. Er machte seinen Bachelor-Abschluss (1921) und seinen Master-Abschluss (1923) an der University of Kansas, wo er von 1921 bis 1925 Astronomie unterrichtete, anschließend an der University of Chicago und dann von 1926 bis 1928 an der Northwestern University, wo er auch am Dearborn Observatory forschte.
Es folgte der Wechsel zum Yerkes-Observatorium nahe Chicago, wo er unter anderem mit Otto von Struve zusammenarbeitete und 1930 an der University of Chicago mit einer Arbeit über den Zusammenhang von Profilen der Spektrallinien und physikalischen Sterneigenschaften promoviert wurde.
Elvey blieb bis 1935 Assistant Professor in Chicago und ging dann als Astronom an das McDonald-Observatorium nach Texas, wo er sein Interesse an diffusem Licht des Nachthimmels entwickelte.
Während des Krieges (1942) und in den ersten Jahren danach arbeitete er am Naval Air Weapons Station China Lake, bis er 1952 Direktor des geophysikalischen Instituts der University of Alaska Fairbanks wurde, was er bis 1963 blieb. Dort arbeitete er unter anderem an der Entwicklung einer Allsky-Kamera für das Internationale Geophysikalische Jahr 1957–1958.
Christian Elvey ging 1967 in den Ruhestand, er starb am 25. März 1970 in Tuscon.

## Ehrungen
- 1950 wurde er zum Fellow der American Physical Society gewählt[5]
- 1969 verlieh ihm die University of Alaska die Ehrendoktorwürde.[6]
- Im Jahre 1970 benannte die IAU den Mondkrater Elvey offiziell nach Christian Thomas Elvey.[7]
- Das 1970 fertiggestellte C. T. Elvey Building auf dem Campus der University of Alaska trägt ebenfalls seinen Namen.[8]